# Вовча Гора (Хмельницький район)
Вовча Го́ра — село в Україні, у Чорноострівській селищній територіальній громаді Хмельницького району Хмельницької області. Населення становить 940 осіб.

## Уродженці
- Дворецький Федір Васильович (*близько 1754 — †не раніше 1816) — канцелярист на Гетьманщині, український шляхтич Російської імперії, онук полковника Київського полку[1]. Народився у родині значкового товариша Київського полку, потім возного Остерського підкоморського суду Василя Дворецького. Батько постійно жив у селі Вовча Гора. Прадід Федора — Василь Дворецький — київський полковник (1653–1668, з перервами), у 1665 році — брацлавський полковник. Навчався в Києво-Могилянській академії близько 1770-х років, потім працював повитчиком Київського гродського суду. З 1781 року — протоколіст Остерської дворянської опіки (на цій посаді згадується ще під 1795 роком). У 1811–1816 роках — колезький реєстратор. За ним у селі Вовча Гора 1782 було записано кріпаків 12 душ чоловічої та 13 душ жіночої статі, 1788 — 27 душ, 1796 — 13 душ чоловічої статі. 10 травня 1784 року занесено у 6-ту частину дворянської родовідної книги Київської наміси[1].

## Галерея

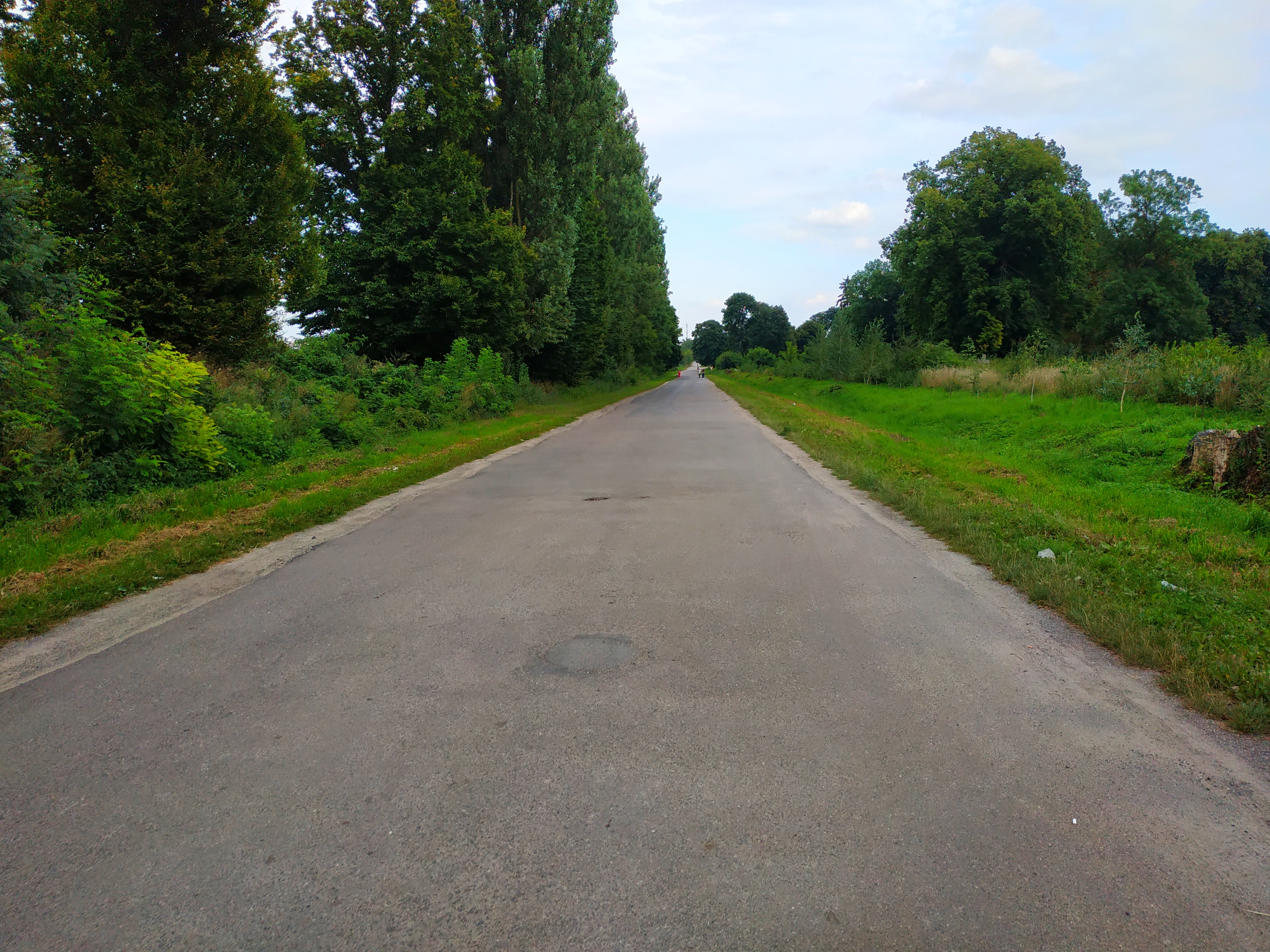
Вулиця в селі
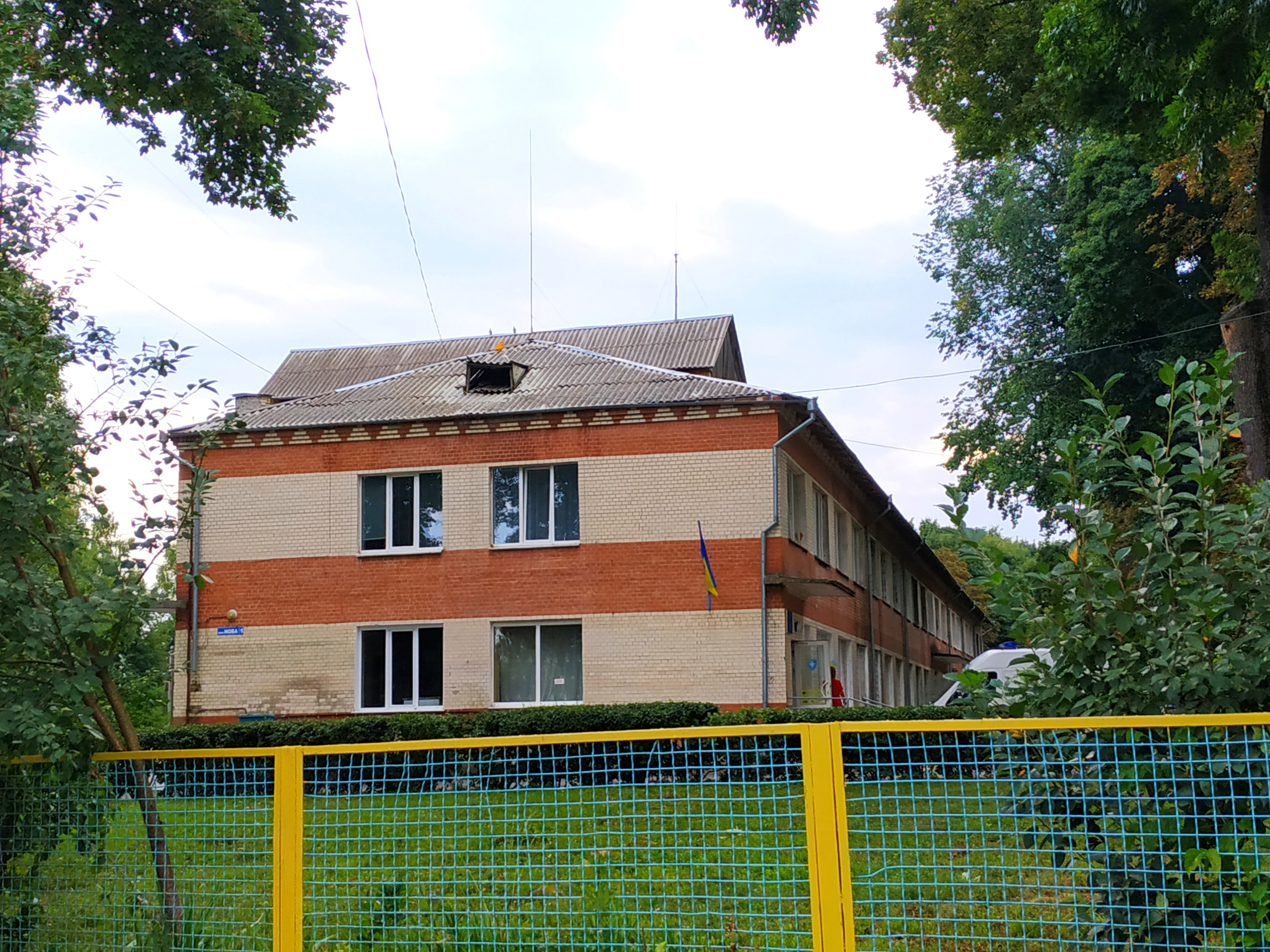
Лікарня
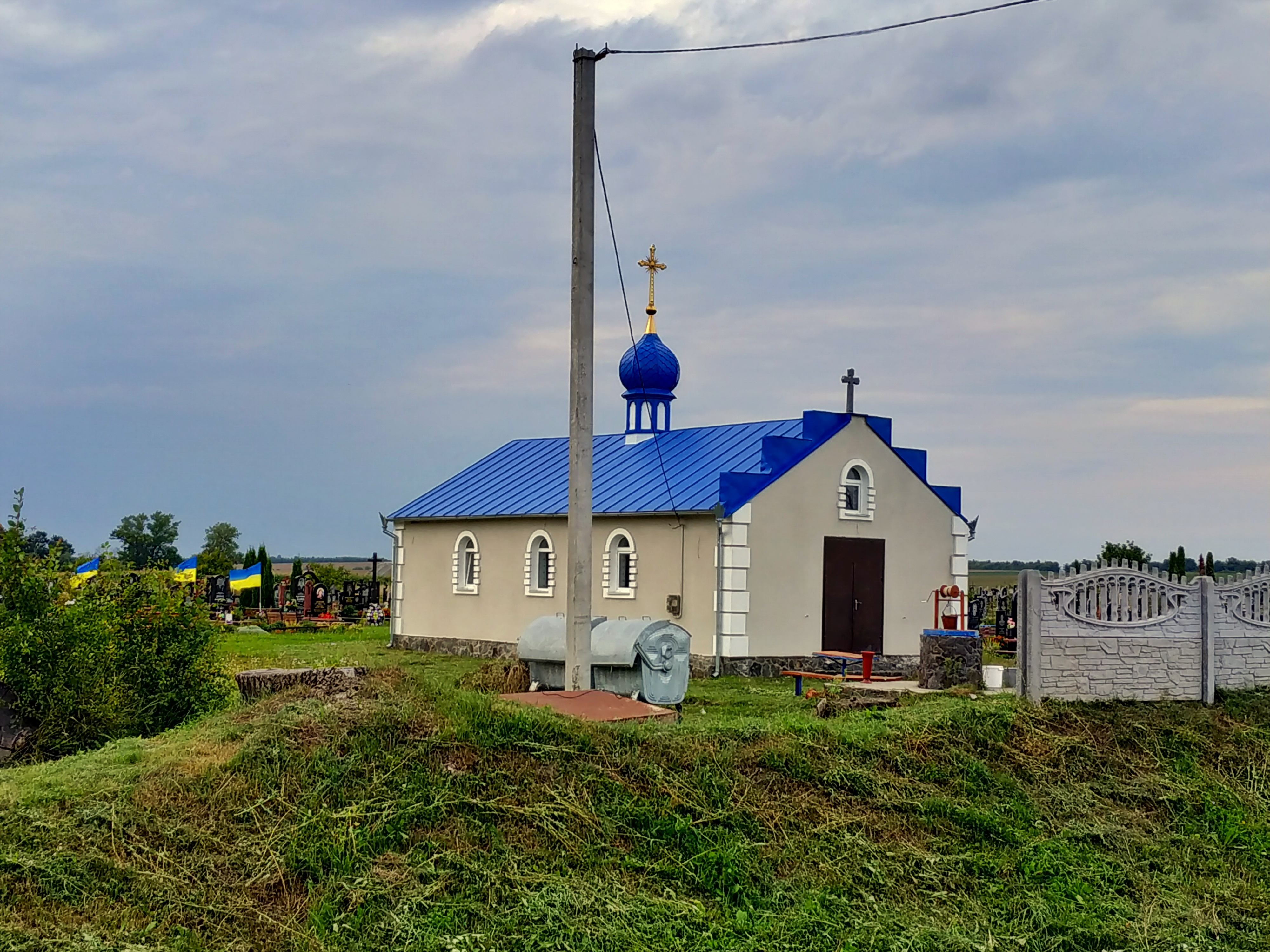
Церква на цвинтарі
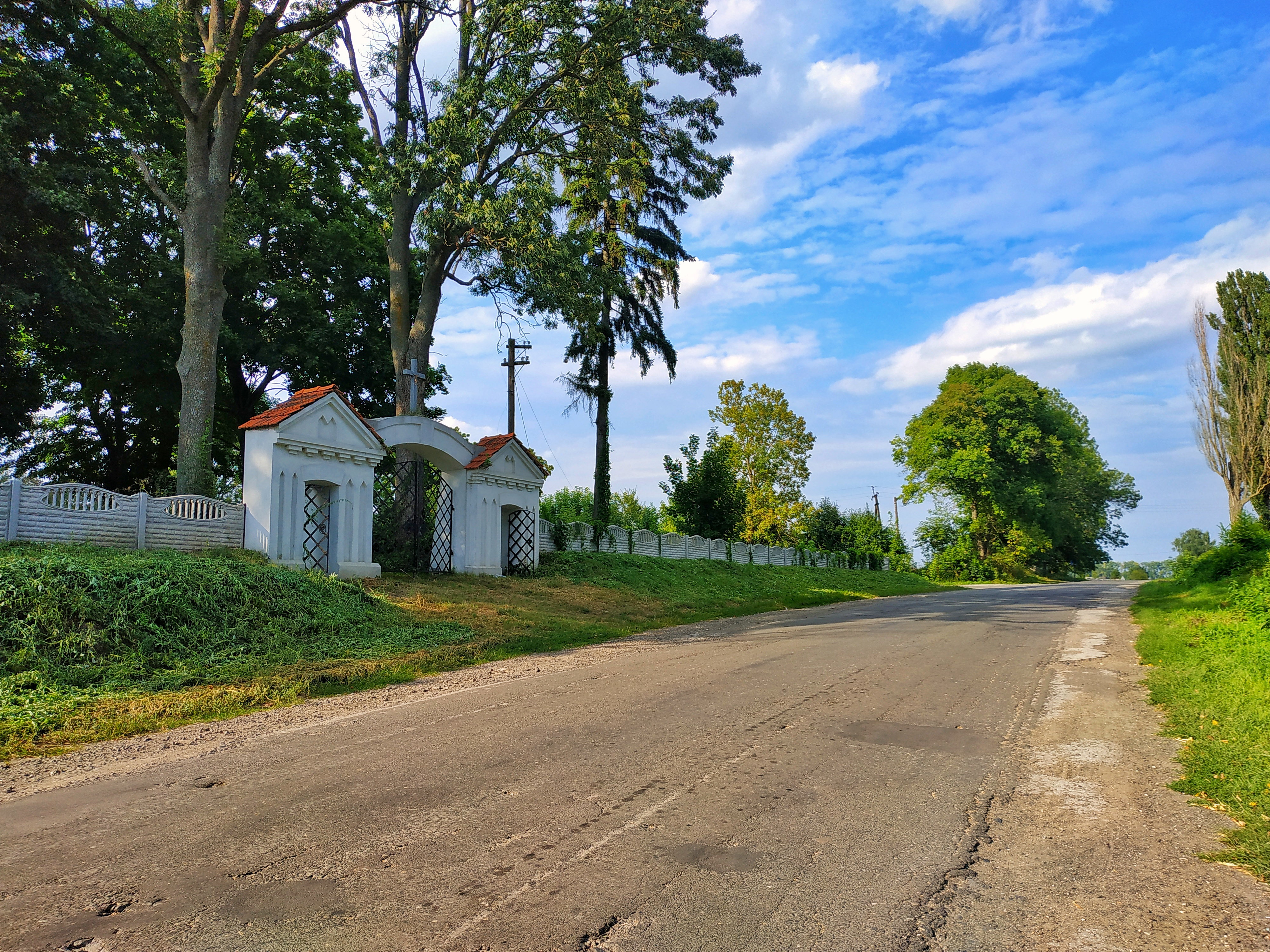
Брама старого польського цвинтаря
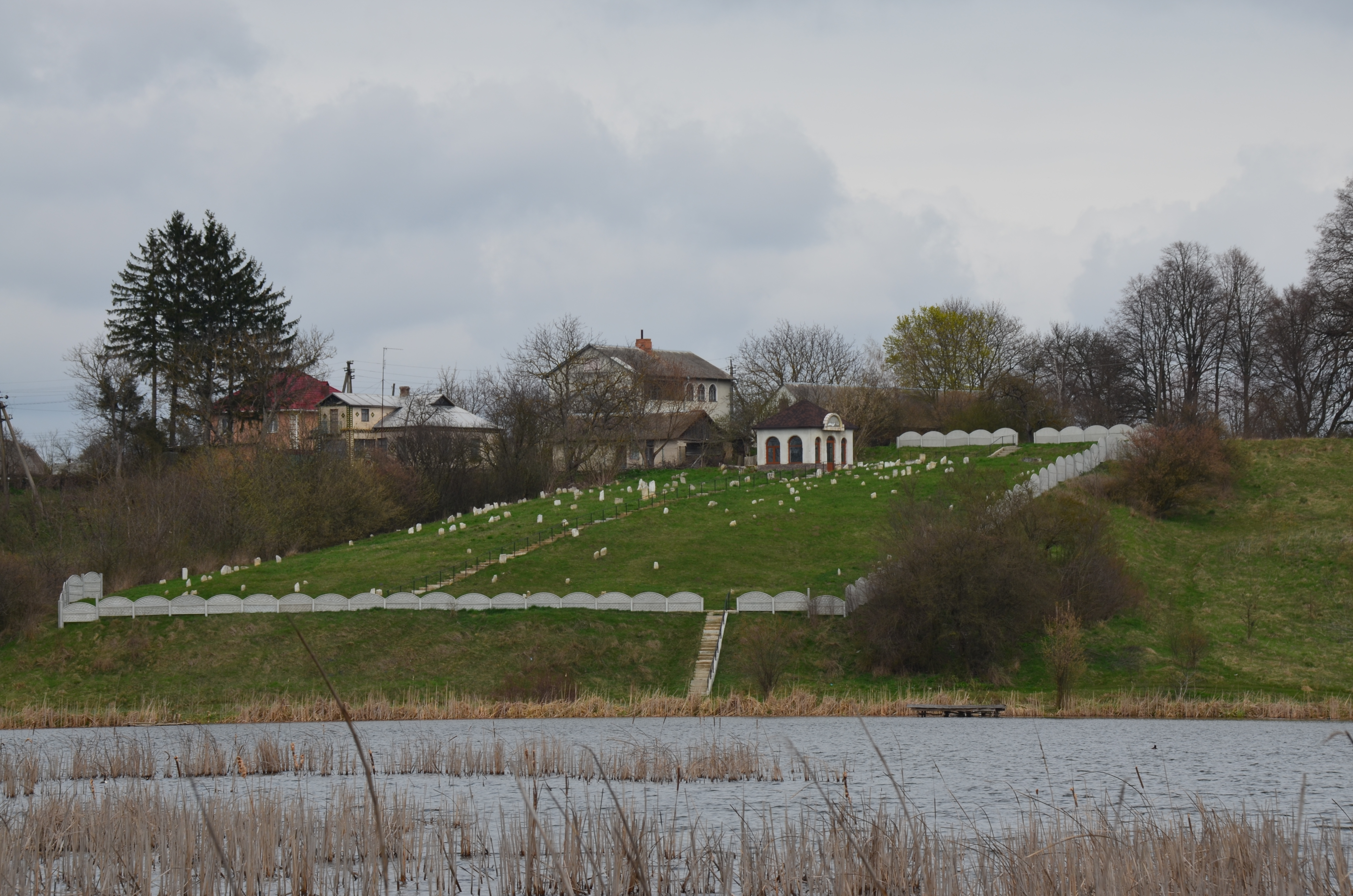
Вид на єврейське кладовище із с. Ляпинці
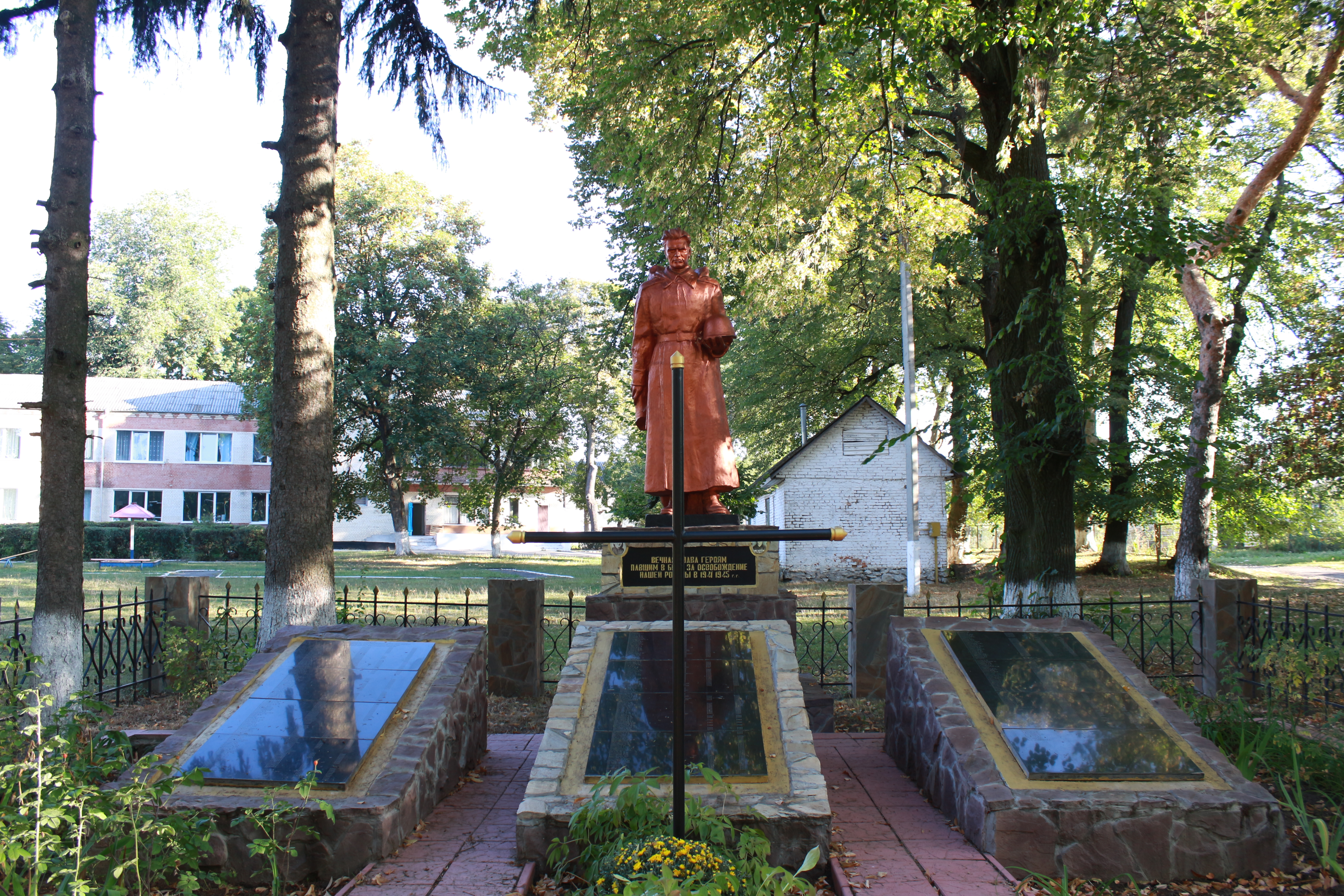
Братська могила радянських воїнів
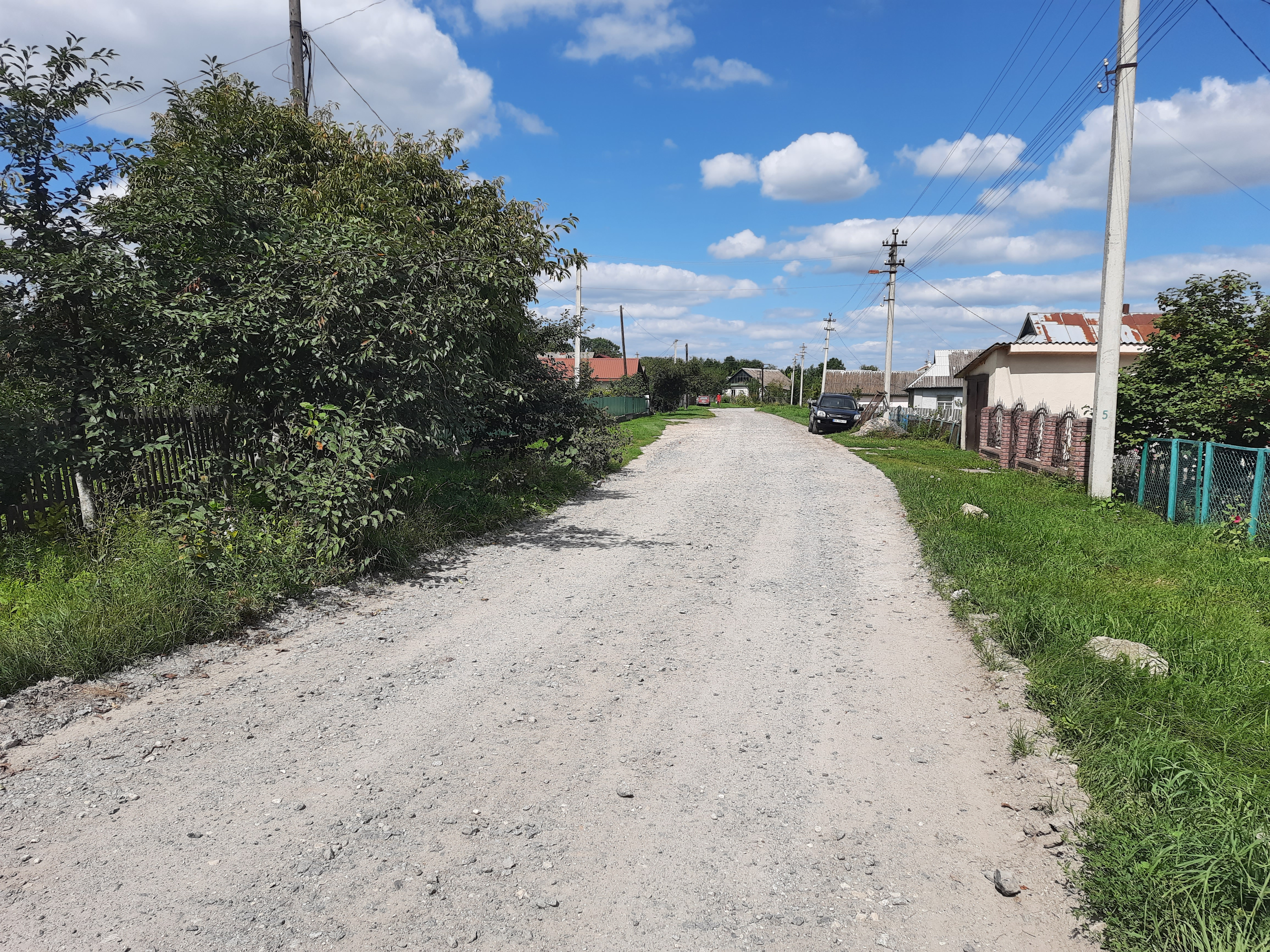
Сільська вулиця
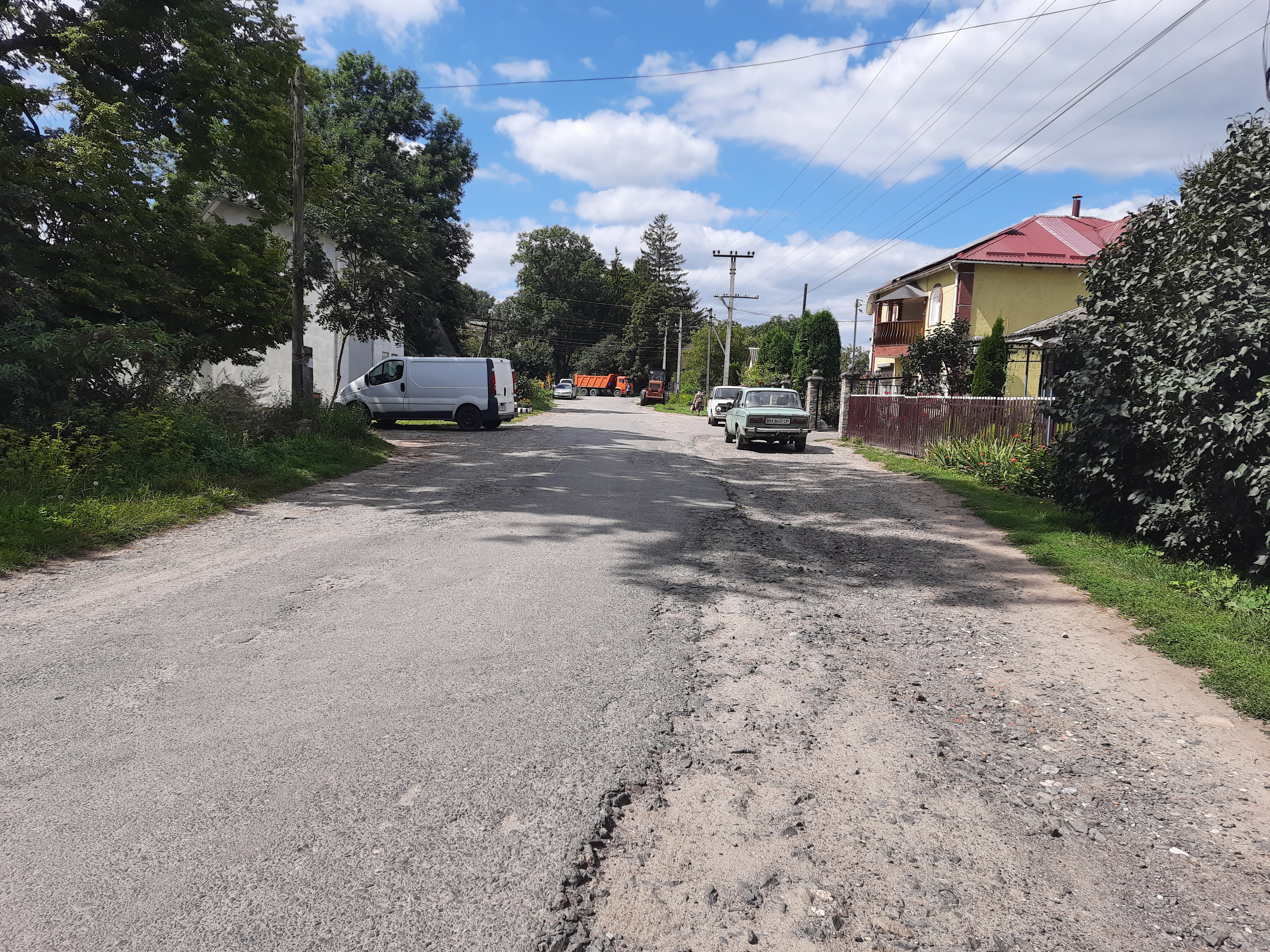
Сільська вулиця
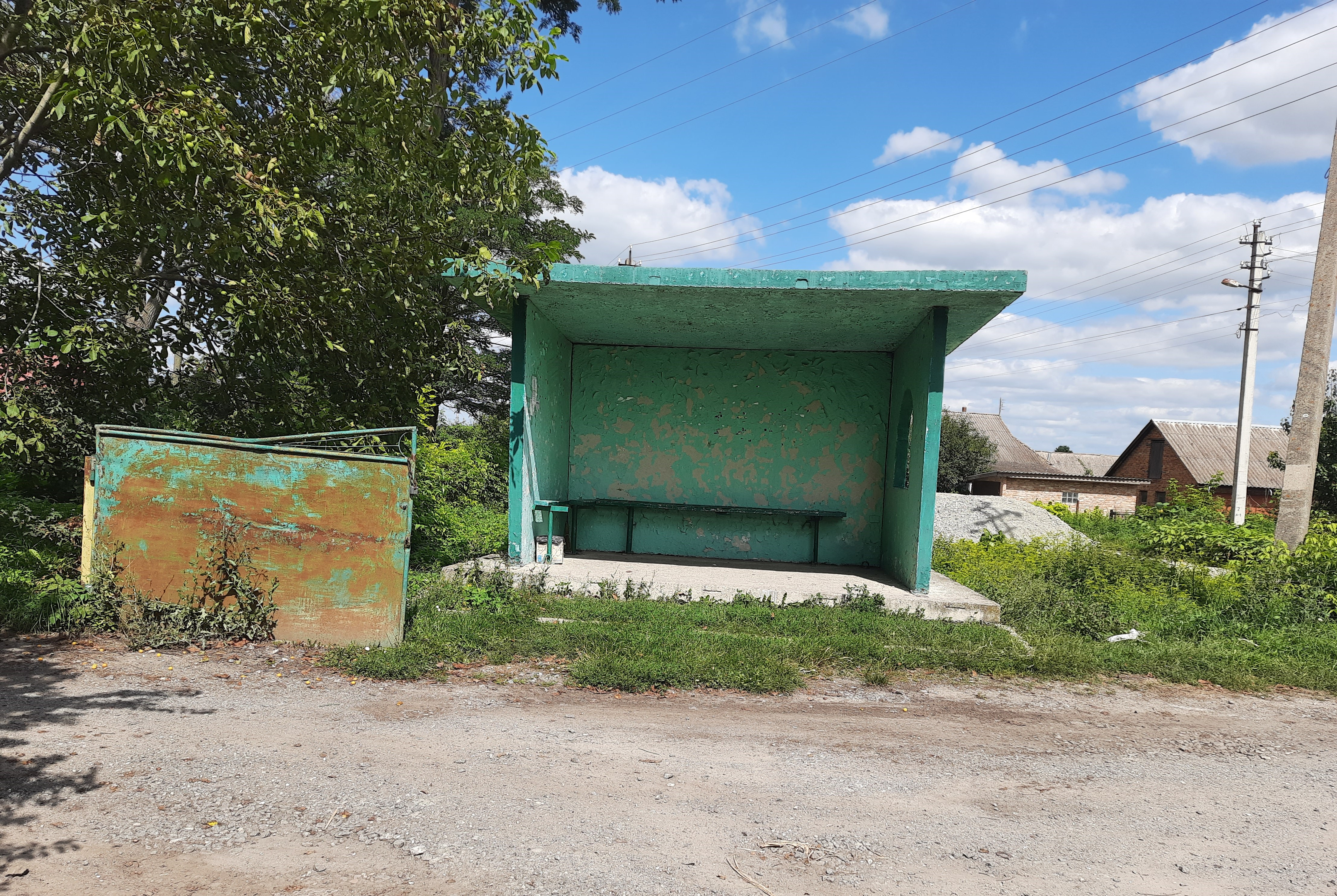
Автобусна зупинка
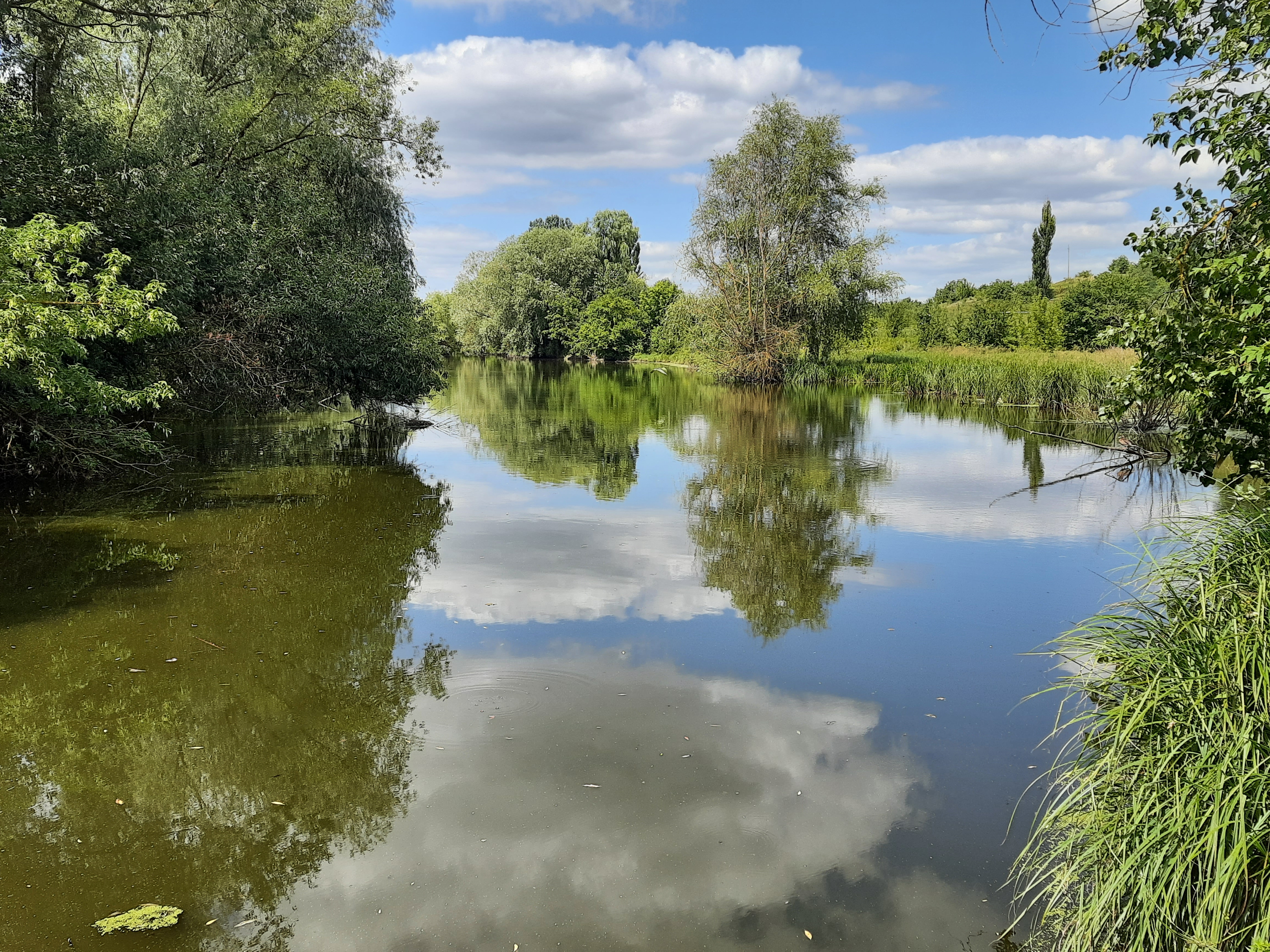
Став біля села